# Tagou (Yamba)
Pour les articles homonymes, voir Tagou.
Tagou est une commune rurale située dans le département de Yamba de la province du Gourma dans la région de l'Est au Burkina Faso.

## Santé et éducation
Le centre de soins le plus proche de Tagou est le centre de santé et de promotion sociale (CSPS) de Yamba.